# Budimir Lončar
Budimir Lončar (Oltre, 1º aprile 1924 – Oltre, 1º settembre 2024) è stato un politico, diplomatico e funzionario jugoslavo, di etnia croata.

## Biografia
Dopo essere stato ambasciatore in Indonesia, Germania e USA, nel 1987 divenne Ministro degli Esteri, conservando tale carica fino alla dissoluzione della Jugoslavia. In seguito fu funzionario delle Nazioni Unite per i Paesi non allineati.
Lončar morì a Oltre il 1º settembre 2024 all'età di 100 anni.